# Catión dihidrógeno
El catión dihidrógeno, ion molecular dihidrógeno, o H2+, es el ion molecular más sencillo. Está compuesto por dos protones con carga positiva y un electrón con carga negativa, y puede formarse en la ionización de una molécula neutra de hidrógeno. Es de gran interés histórico y teórico porque, teniendo un solo electrón, se puede resolver la ecuación de Schrödinger de este sistema de una manera relativamente sencilla debido a la ausencia de repulsión electrón-electrón (correlación electrónica). Las soluciones analíticas para los autovalores de la energía son una generalización de la función W de Lambert (véase función W de Lambert y sus referencias para más detalles sobre esta función).Luego, el caso de los núcleos abrazados puede resolverse analíticamente por completo usando un sistema algebraico por ordenador y, a consecuencia de ello, suele aparecer como ejemplo en la mayoría de los libros de texto de Química cuántica.
El primer análisis con éxito del H2+ mediante la mecánica cuántica fue publicado por el físico danés Øyvind Burrau en 1927, sólo un año después de la publicación de la mecánica ondulatoria de Erwin Schrödinger. Los intentos anteriores usando la vieja teoría cuántica habían sido publicados en 1922 por Karel Niessen y Wolfgang Pauli, y en 1925 por Harold Urey. En 1928, Linus Pauling publicó una revisión poniendo juntos el trabajo de Burrau con los de Walter Heitler y Fritz London sobre la molécula de hidrógeno.
El enlace en H2+ puede describirse como un enlace covalente de un electrón, que tiene un orden de enlace formal de un medio (1/2).
Este ion se forma habitualmente en nubes moleculares en el espacio, y es importante en la química del medio interestelar.

## Enfoque mecano-cuántico, simetrías y asíntoticidad

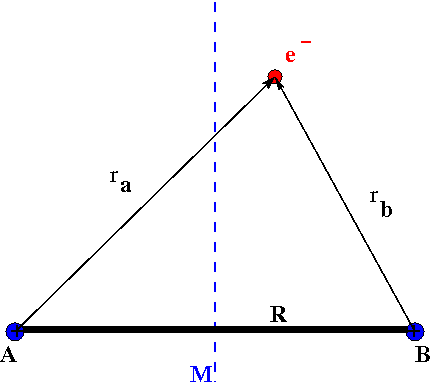
Ion Hidrógeno molecular H2+ con núcleos enlazados A y B, distancia internuclear R y plano de symmetry M.

La ecuación de onda electrónica más simple de Schrödinger para el ion molecular dihidrógeno {\displaystyle H_{2}^{+}} se representa con dos centros nucleares fijos, señalados como A y B, y un solo electrón. Puede escribirse como:
{\displaystyle \left(-{\frac {\hbar ^{2}}{2m}}\nabla ^{2}+V\right)\psi =E\psi ~,}
donde {\displaystyle V} es la función de energía potencial de Coulomb electrón-núcleo :
{\displaystyle V=-{\frac {e^{2}}{4\pi \varepsilon _{0}}}\left({\frac {1}{r_{a}}}+{\frac {1}{r_{b}}}\right)}
y E es la energía (electrónica) de un estado mecano-cuántico dado (autoestado o eigenstate), con la función de estado electrónico  {\displaystyle \psi =\psi (\mathbf {r} )} que depende de las coordenadas espaciales del electrón. Un término aditivo {\displaystyle 1/R}, que es constante para una distancia internuclear fija {\displaystyle R}, ha sidoomitido del potencial {\displaystyle V}, ya que simplemente cambia el autovalor. Las distancias entre el electrón y los núcleos se denotan {\displaystyle r_{a}^{}} y {\displaystyle r_{b}^{}}. En unidades atómicas {\displaystyle (\hbar =m=e=4\pi \varepsilon _{0}=1)} la ecuación de ondas es:
{\displaystyle \left({}-{\frac {1}{2}}\nabla ^{2}+V\right)\psi =E\psi \qquad {\mbox{y}}\qquad V={}-{\frac {1}{r_{a}^{}}}-{\frac {1}{r_{b}^{}}}\;.}
Podemos escoger el punto medio entre los núcleos como origen de coordenadas. De los principios de simetría general se deduce que las funciones de onda pueden caracterizarse por su comportamiento simétrico respecto a la inversión espacial (de r {\displaystyle \to } -r). Hay funciones de onda :{\displaystyle \psi _{+}(\mathbf {r} )}, que son simetricas con respecto a la inversión espacial, y hay funciones de onda  :{\displaystyle \psi _{-}(\mathbf {r} )}, que son anti-simetricas bajo esta operación de simetría: {\displaystyle \psi _{\pm }(-{\mathbf {r} })={}\pm \psi _{\pm }({\mathbf {r} })\;.} Notamos que la permutación (intercambio) de los núcleos tiene un efecto similar sobre la función de onda electrónica. Solamente mencionaremos que para un sistema de muchos electrones, el comportamiento propio de {\displaystyle \psi } con respecto a la simetría de permutación de los electrones (principio de exclusión de Pauli) debe ser garantizado, además de esas simetrías ya discutidas anteriormente. Ahora las ecuaciones de Schrödinger para estas funciones de onda de simetría adaptada son:
{\displaystyle {\begin{aligned}\left(-{\frac {1}{2}}\nabla ^{2}+V\right)\psi _{+}=E_{+}\psi _{+}\\\left(-{\frac {1}{2}}\nabla ^{2}+V\right)\psi _{-}=E_{-}\psi _{-}\end{aligned}}}
El estado fundamental (el estado discreto de menor energía) de {\displaystyle H_{2}^{+}} es el estado {\displaystyle {\rm {X}}_{}^{2}\Sigma _{\rm {g}}^{+}} con la correspondiente función de onda {\displaystyle \psi _{+}} indicada como {\displaystyle 1s\sigma _{\rm {g}}^{}}. hay también un primer estado excitado {\displaystyle {\rm {A}}_{}^{2}\Sigma _{\rm {u}}^{+}}, con su {\displaystyle \psi _{-}} indicada como {\displaystyle {\rm {2p}}\sigma _{\rm {u}}^{}}.  Los sufijos g y u procedentes del alemán gerade (par) y ungerade (impar) aparecen aquí para señalar solamente el comportamiento simétrico bajo una inversión espacial. Su uso es la práctica habitual para la designación de estados electrónicos de moléculas diatómicas, mientras para los estados atómicos se usan los términos even (par) y odd (impar)

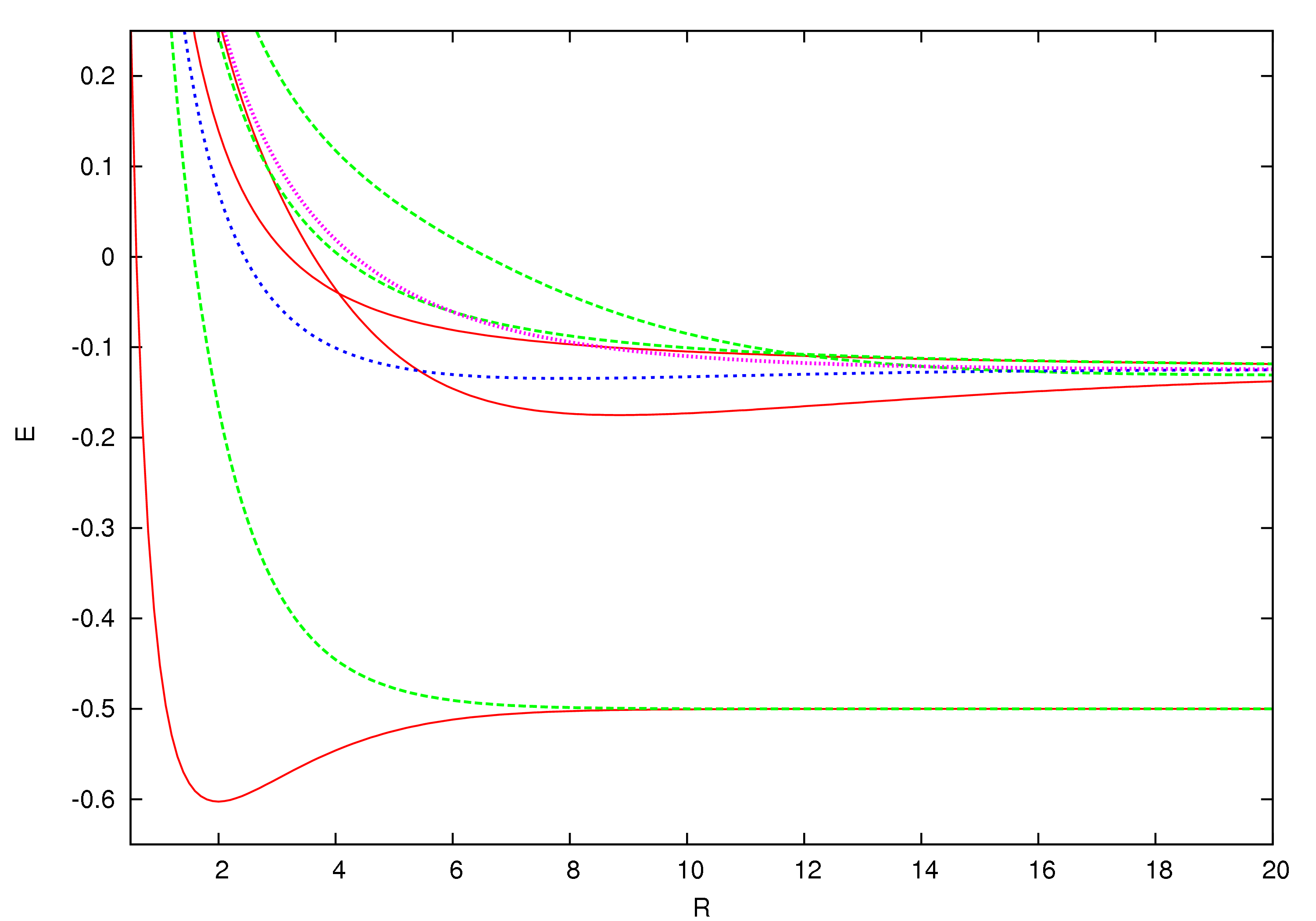
Energías (E) de los estados discretos de menor energía del ion hidrógeno molecular en función de la distancia internuclear (R) en unidades atómicas. Véase el texto para más detalle.

 Asíntoticamente, las autoenergías (totales) {\displaystyle E_{\pm }} para estos dos estados de menor energía tienen la misma expansión asintótica como una potencia inversa de la distancia internuclear R:
{\displaystyle E_{\pm }={}-{\frac {1}{2}}-{\frac {9}{4R^{4}}}+O(R^{-6})+\cdots }
Esto y las curvas de energía incluyen el término internuclear 1/R. La diferencia real entre esas dos energías se llama desdoblamiento(splitting) de la energía de intercambio y está dada por:
{\displaystyle \Delta E=E_{-}-E_{+}={\frac {4}{e}}\,R\,e^{-R}\left[\,1+{\frac {1}{2R}}+O(R^{-2})\,\right]}
que se desvanece exponencialmente cuando la distancia internuclear R se hace mayor. El término {\displaystyle {\textstyle {\frac {4}{e}}}Re^{-R}} plomo se obtuvo primero por el método de Holstein–Herring.  De igual modo, las expansiones asintóticas en potencias de 1/R se han obtenido para un orden elevado por Cizek et al. para los diez estados discretos de menor energía del ion molecular hidrógeno (en el caso de núcleos enlazados). Para sistemas moleculares diatómicos y poliatómicos en general, la energía de intercambio es por tanto muy difícil de calcular para distancias internucleares grandes pero no obstante se necesita para interacciones de largo alcance incluyendo estudios relacionados con el magnetismo y efectos de intercambio de carga. Estos son de particular importancia en la física estelar y atmosférica.
Las energías para los estados discretos de menor energía se muestran en el gráfico. Pueden obtenerse con una precisión arbitraria usando álgebra de computación a partir de la función W de Lambert generalizada  (ver la ecuación {\displaystyle (3)} en ese sitio y la referencia de 
Scott, Aubert-Frécon and Grotendorst) pero fueron obtenidas inicialmente por métodos numéricos hasta doble precisión con el programa más preciso disponible, ODKIL.
- Las líneas continuas rojas son estados {\displaystyle {\rm {}}_{}^{2}\Sigma _{\rm {g}}^{+}}.
- Las líneas verdes discontinuas son estados {\displaystyle {\rm {}}_{}^{2}\Sigma _{\rm {u}}^{+}}.
- La línea azul discontinua es un estado {\displaystyle {\rm {}}_{}^{2}\Pi _{\rm {u}}} y
- la línea rosa de puntos es un estado {\displaystyle {\rm {}}_{}^{2}\Pi _{\rm {g}}}

Nótese que aunque las soluciones de autovalores de la función W de Lambert generalizada sustituye estas extensiones asintóticas, en la práctica, son más útiles para distancias próximas a la longitud de enlace. Estas soluciones son posibles porque la ecuación diferencial parcial de la ecuación de onda aquí se separa en dos ecuaciones diferenciales ordinarias acopladas usando coordenadas esferoidales alargadas

## Formación
El ion dihidrógeno se forma en la Naturaleza por interacción de los rayos cósmicos y la molécula de hidrógeno. Un electrón es eliminado dejando atrás el catión.
H2 + rayo cósmico → H2+ + e- + rayo cósmico
Las partículas de los rayos cósmicos tienen suficiente energía para ionizar muchas moléculas antes de llegar a pararse.
En la naturaleza el ion se destruye por reacción con otras moléculas de hidrógeno, formando así el catión trihidrógeno y un átomo libre de hidrógeno:
H2+ + H2 → H3+ + H
La energía de ionización de la molécula de hidrógeno es 15.603 eV.  La energía de disociación del ion es de sólo 1.8 ev. Electrones de alta velocidad también pueden  causar la ionización de moléculas de hidrógeno. El pico de resonancia (pico de la curva de sección eficaz) para la ionización por protones de alta energía es de 70000 eV con una sección eficaz de 2.5x10-16 cm². Un protón de los rayos cósmicos demenor energía puede también arrancar un electrón de una molécula de hidrógeno neutra para formar un átomo de hidrógeno neutro con un pico de sección eficaz de alrededor de 8000 eV para 8x10-16 cm².
Sometiendo a un plasma a una descarga eléctrica en una célula artificial de descarga de plasma también se produce el ion.